# Salinas de Carcaballana
Las salinas de Carcaballana fueron un complejo del municipio de Villamanrique de Tajo, en la provincia de Madrid.

## Nombre
El nombre de las salinas puede aparecer referido con las grafías «Carcaballana» y «Carcavallana».

## Descripción
Las salinas se encuentran dentro del término municipal de Villamanrique de Tajo, en la provincia de Madrid. Aparecen descritas en el quinto volumen del Diccionario geográfico-estadístico-histórico de España y sus posesiones de Ultramar de Pascual Madoz con las siguientes palabras:

CARCABALLANA: salina nacional en la prov. de Madrid, part. jud. de Chinchon, térm. de Villamanrique de Tajo: sit. á 1/4 leg. de esta v. cerca del r. de que toma nombre, se hace la sal por agua sacada de norias, que esmuy blanca y abundante, y tiene una gran casa con todas las oficinas necesarias. Confina con la posesion de Buenamesa, ant. casa de recreo de las conventuales de Uclés, y dista 3 1/2 leg. de Chinchon, y 1 3/4 de Sta. Cruz de la Zarza, pueblo correspondiente al part. de Ocaña en la prov. de Toledo.
(Madoz, 1846, p. 544)

En 2000, las instalaciones estaban ya prácticamente desmanteladas, aunque aún se conservaba el edificio principal del complejo.